# Sue Townsend
Sue Townsend (Leicester, 2 d'abril de 1946 - 10 d'abril de 2014) fou una escriptora anglesa.

## Biografia
No es trobava bé a l'escola i va aprendre a llegir als vuit anys a casa quan va estar malalta i la seva mare li va ensenyar en tres setmanes. La lectura es va convertir en la seva gran passió i poc temps després va començar a escriure a la revista de l'escola.
Als 18 anys es va casar i un any després va tenir el seu primer fill i després en va tenir dos més. Més tard es va separar i ella sola va cuidar dels seus tres fills. Finalment va trobar una feina que li agradava treballant amb un grup de joves. Fent aquesta feina el 1978 va conèixer Colin Broadway, el seu segon marit, a qui va confessar que escrivia en secret. Ell la va animar a unir-se a un grup d'escriptors. A l'any següent va guanyar un premi per una obra de teatre que havia escrit. Així va començar la seva vida d'escriptora. Va escriure diverses obres teatrals d'èxit.
En el 1975 va començar a escriure els diaris d'Adrian Mole que li van donar molt d'èxit. Va ser una de les autores angleses més venudes en l'època dels 80. Després d'això va continuar escrivint. Altres llibres seus són: La reina i jo (1992) i El número 10 (2002). La seva última novel·la és La dona que va decidir no sortir del llit durant un any, publicat el 2012.
Sue Townsend va escriure fins al final de la seva vida tot i ser cega i anar en cadira de rodes a causa de la diabetis. El seu fill gran, Sean, l'ajudava a escriure els seus llibres i és ell qui va inspirar el seu personatge Adrian Mole.

## Obra principal
Adrian Mole
- El diari Secret d'Adrian Mole
- Creixen els problemes de l'Adrian Mole
- Les confessions veritables de l'Adrian Mole
- Adrian Mole: de Minor a Major
- Adrian Mole: Els anys de la bogeria
- Adrian Mole: Els anys del Capuccino
- Adrian Mole i les armes de destrucció massiva
- Els diaris perduts de l'Adrian Mole
- Adrian Mole: els anys de la prostata

Altres novel·les
- Reconstruint Coventry
- La reina i jo
- Els nens fantasma
- Número 10
- La reina Camila
- La dona que va decidir no sortir del llit durant un any

També va escriure obres de teatre i obres de no ficció.